# Rockham
Rockham é uma cidade  localizada no estado norte-americano de Dakota do Sul, no Condado de Faulk.

## Demografia
Segundo o censo norte-americano de 2000, a sua população era de 53 habitantes.
Em 2006, foi estimada uma população de 46, um decréscimo de 7 (-13.2%).

## Geografia
De acordo com o United States Census Bureau tem uma área de
1,3 km², dos quais 1,3 km² cobertos por terra e 0,0 km² cobertos por água. Rockham localiza-se a aproximadamente 425 m acima do nível do mar.

## Localidades na vizinhança
O diagrama seguinte representa as localidades num raio de 32 km ao redor de Rockham.